# Les Colombes du Roi-Soleil
Les Colombes du Roi-Soleil est une série de seize romans historiques, écrite par la romancière française Anne-Marie Desplat-Duc et publiée entre 2005 et 2015. Éditée par Flammarion, la série a ses couvertures illustrées par Aline Bureau. L'histoire se déroule lors du règne de Louis XIV.
La série se déroule dans la maison Saint-Louis à Saint-Cyr. Les jeunes filles de bonnes familles y suivent l’éducation stricte de Madame de Maintenon. Chacune rêve d'aventure et de succès : Charlotte la rebelle passionnée, Louise la discrète (fille illégitime du Roi) et Isabeau l’érudite. Elles vont tour à tour quitter Saint-Cyr, pour vivre d'incroyables aventures, faites de rencontres et de voyages.
La série s'est vendue à 500 000 d'exemplaires. Elle a été ultérieurement adaptée en bande dessinée.

## Liste de tomes de la série
La collection comporte les 16 tomes suivants:
1. Les Comédiennes de Monsieur Racine
2. Le Secret de Louise
3. Charlotte, la rebelle
4. La Promesse d'Hortense
5. Le Rêve d'Isabeau
6. Éléonore et l'Alchimiste
7. Un corsaire nommé Henriette
8. Gertrude et le Nouveau Monde
9. Olympe comédienne
10. Adélaïde et le Prince noir
11. Jeanne, parfumeuse du Roi
12. Victoire et la Princesse de Savoie
13. Gabrielle, demoiselle d'honneur
14. Retrouvailles à Versailles
15. Le défi de Diane
16. Rosalie et la fille de l'empereur de Chine

## Résumé

### Les Comédiennes de Monsieur Racine
Monsieur Racine, un célèbre écrivain, écrit une pièce de théâtre qui sera jouée par les élèves de madame de Maintenon, les Colombes du Roi-Soleil. C'est l'occasion pour Louise, Charlotte, Hortense et Isabeau, ainsi que toutes les autres filles de la maison, de s'illustrer, et, peut-être, se faire remarquer par le Roi-Soleil. Chacune est impatiente : aura-t-elle un rôle dans la pièce ? Il n'y a que 25 places... Chacune espère figurer dans la représentation.

### Le Secret de Louise
Grâce à ses talents de chanteuse et à la pureté de sa voix, Louise est remarquée par la Reine d’Angleterre, Marie de Modène, qui lui demande de devenir sa demoiselle d’honneur. Elle quitte alors Saint-Cyr et ses amies pour le Château de Saint-Germain-en-Laye, et n’a qu’une chose en tête : retrouver sa mère, depuis qu'elle a appris que son père n'était autre que le grand roi Louis XIV. Très vite, elle fait des rencontres passionnantes, dont le Chevalier Bertrand de Pretz qui deviendra son époux, et cherchera à découvrir qui est sa mère.

### Charlotte, la rebelle
L’intrépide Charlotte ne sait pas ce qui l’attend lorsqu’elle décide de s’enfuir de Saint-Cyr, quittant l’existence rangée qu’elle y mène comme jeune pensionnaire. Une nouvelle vie s’offre alors à elle : celle - fastueuse - de Versailles, remplie de fêtes, de liberté et de joie. Une triste découverte vient cependant troubler son nouveau bonheur : son fiancé, François, a disparu. Mais la courageuse Charlotte ne s’avoue pas vaincue, se révélant prête à tout pour lever le voile sur cette disparition, et retrouver François !

### La Promesse d’Hortense
Le quatrième tome des Colombes du Roi-Soleil est consacré à Hortense de Kermenet. Cette jeune fille, pourtant si réservée, si déterminée dans son choix de vie, se révèle tout à fait différente lorsqu'elle succombe à l’amour de Simon : devant parcourir un chemin semé d’embûches, elle se révélera dotée d’un grand courage. De nombreuses épreuves attendront les deux amoureux, qui devront franchir les frontières et braver mille dangers pour tenter de retrouver la famille de Simon. Cette histoire d’amour entre Simon (d’origine protestante, converti au catholicisme) et Hortense (catholique) est un exemple de tolérance entre les religions.
L'épisode de la fuite de la France en direction de la Suisse est directement repris des Mémoires d'Anne-Marguerite Petit du Noyer : l'héroïne se déguise en garçon, la servante de l'auberge tente de coucher avec elle, et le passeur la maltraite jusqu'à leur arrivée en Suisse.

### Le Rêve d'Isabeau
Depuis que ses amies ont quitté Saint-Cyr, Isabeau rêve de réaliser, à son tour, son vœu le plus cher : devenir maîtresse dans la prestigieuse institution de Madame de Maintenon. Elle doit, pour cela, avoir une conduite irréprochable. Or elle se retrouve, bien malgré elle, au cœur d'une affaire d'empoisonnement. Isabeau voit son rêve s'éloigner...

### Éléonore et l’Alchimiste
Fiancée contre son gré à un vieil ambassadeur du royaume de Saxe, Éléonore rêve d’aventure et d’amour. Sa vie bascule lorsqu’elle fait la connaissance d’un mystérieux jeune homme dont elle tombe amoureuse. À la recherche de la pierre philosophale, il ne parvient pas à trouver le secret de la transformation de l’or, et l’empereur menace de l’exécuter. Éléonore décide alors de trouver elle-même la pierre philosophale… Débute alors pour la jeune fille une folle aventure, qui la mènera à aider à développer la porcelaine de Saxe.

### Un corsaire nommé Henriette
Henriette de Pusay, fille d’un armateur et amoureux de la mer, grandit librement à Saint-Malo, où elle apprend, en compagnie de son cousin Luc-Henri, à manier l’épée et gouverner un bateau. Sa mère, désolée de ne pouvoir en faire une vraie demoiselle, décide de l’envoyer à la Maison d’Éducation de Saint-Cyr, tandis que Luc-Henri, dont Henriette s’est éprise, part au Collège Saint-Thomas de Rennes, pour se préparer à entrer dans les ordres.

### Gertrude et le Nouveau Monde
Pour sauver son amitié avec Anne, Gertrude a commis une lourde faute. Elle est renvoyée de Saint-Cyr et purge sa peine en prison. Mais une occasion s’offre à elle : partir pour le Nouveau Monde. La jeune fille part donc s’installer en Nouvelle-France pour épouser un colon. Après ses malheurs à Saint-Cyr, c’est un nouveau départ. Mais au Québec, la vie est dure ; et son mari se révèle brutal. Elle tombe alors amoureuse d’un jeune Iroquois qui lui fait découvrir sa culture. Gertrude se bat avec ses sentiments lorsqu’Anne, à Saint-Cyr son amie la plus proche, la rejoint, accompagnée de son mari.

### Olympe comédienne
À Saint-Cyr, Olympe vit repliée sur elle. Un drame dans son enfance l’a traumatisée à tel point qu’elle en a perdu la mémoire. Mais lorsqu’elle découvre le théâtre, sa vie change. Elle intègre alors une troupe et fait la connaissance d’un jeune comédien. Tout semble aller pour le mieux. En jouant dans Esther, la pièce de Racine, elle se découvre une véritable passion pour le théâtre.

### Adélaïde et le Prince noir
Adélaïde est une jeune normande fiancée à un jeune homme de bonne famille, Gabriel, dont elle est très éprise. Tous les deux se rendent chez un bijoutier et y rencontrent un jeune homme africain de 17 ans, Anabia. Il est hébergé chez le bijoutier en attendant de parfaire son éducation. Il se prétend prince d’Assinie. La veille de son mariage, Gabriel se querelle avec un gentilhomme qu’il provoque en duel. Il doit s’enfuir au Portugal pour ne pas être arrêté car les duels sont interdits. Adélaïde se retrouve seule. Mais elle retrouve souvent Anabia. Une complicité amoureuse est née… Adélaïde pourra-t-elle choisir entre un destin d’exilée au Portugal et une vie de reine en Assinie ?

### Jeanne, parfumeur du Roi
L’année de ses dix-sept ans, Jeanne, orpheline et depuis dix ans à Saint-Cyr, voit arriver son oncle. Elle se demande pourquoi il lui demande de revenir dans le sud, lui qui ne s’est jamais intéressé à elle. Il prétend que sa tante, souffrante, la réclame à son chevet. De retour dans son midi natal, Jeanne va découvrir bien des secrets - et après de multiples péripéties et de belles rencontres, va enfin pouvoir s’adonner à sa passion : les plantes, les fleurs et les parfums. Mais comment imaginer qu’une demoiselle de bonne famille puisse un jour exercer un métier masculin ? Et quel mystère entoure donc sa naissance ?

### Victoire et la Princesse de Savoie
Pour Victoire, la vie à Saint-Cyr est de plus en plus triste et monotone. Mais tout va changer lors de l’arrivée de Marie-Adélaïde, princesse de Savoie, duchesse de Bourgogne et Dauphine de France, venue à l’école de Madame de Maintenon pour parfaire son éducation. Cette rencontre bouleversera-t-elle l’avenir de notre jeune Colombe ?

### Gabrielle, demoiselle d’honneur
La vie de Gabrielle à Pézenas est lourde, mais l’amitié de son frère Gilles et l’amour de sa mère lui suffisent. Jusqu’au jour où, tour à tour, Gabrielle et Gilles quittent la Provence pour Versailles.
Les rencontres qu’ils y feront changeront-elles leur vie ?

### Retrouvailles à Versailles
Au fil des ans, les Colombes ont vécu des heures joyeuses, parfois éprouvantes. Elles ont grandi, parcouru le monde, sont devenues des jeunes filles accomplies, amoureuses, toujours libres. Elles se sont promis de rester amies. À l'occasion d'un grand événement, les Colombes ont la joie de se retrouver.
Le destin leur réserve encore bien des surprises!

## Personnages

### Les Colombes
- Louise de Maisonblanche : Fille du Roi Louis XIV de France et de Claude de Vin des Œillets, elle est née en janvier 1675. Elle a été élevée par une famille de paysans et a été recueillie alors qu’elle avait 7 ans par Madame de Maintenon dans la première maison d’éducation fondée à Rueil. Blonde (« une blondeur lumineuse ») avec une peau diaphane et de beaux yeux bleus, elle est douce, gentille, serviable et a une voix magnifique. C’est son frère de lait, Joseph, qui lui a transmis le goût du chant. Elle adore également le menuet et la musique. Elle joue du violon. Sa voix est le seul atout dont elle dispose pour l’aider à élucider le mystère de sa naissance. Elle rêve d’entrer dans la Musique de la Chambre du Roi et espère qu’à la cour, elle en apprendra plus sur ses origines. Elle est mariée à Bertrand de Prez.
- Charlotte de Lestrange : Originaire du Vivarais (l'actuel département de l'Ardèche), elle et sa famille sont des huguenots. Son père possède une magnanerie et un moulinage. Charlotte a un frère nommé Simon et une sœur de santé fragile, Héloïse, qui est son aînée. Elle est amoureuse de son cousin François de Marquet, qu’elle connaît pourtant à peine. Obligée de renoncer à sa religion, elle entre à la Maison Royale d’Éducation afin d’y recevoir une éducation catholique. Révoltée d’avoir été convertie de force à la religion catholique, elle rêve de liberté pour retrouver François, supportant mal l’enfermement à Saint-Cyr. Elle s'enfuit donc de cette maison qui ressemble à un couvent. Courageuse et déterminée, elle a un caractère bien trempé et aime jouer la comédie. Brune aux yeux noirs, son visage est volontaire, et ses cheveux sont épais et noirs.
- Hortense de Kermenet : Originaire du duché de Bretagne, son père, le sieur Barthelemy-Joseph Ignace de Kermenet est chevalier de Saint-Louis et mestre de camp de cavalerie. Il s'est ruiné en levant une armée pour servir la royauté, et aussi à cause d’une fort mauvaise gestion de sa terre. Tous les domestiques ont abandonné la famille de Kermenet, sauf leur nourrice Babeth. Lorsqu'elle a eu 8 ans, Hortense a vu mourir du choléra sa mère et sa sœur Marie. À  Saint-Cyr, elle est l'une des seules filles qui apprécie cette vie monotone. Lors de la représentation théâtrale d'Esther, elle tombe amoureuse de Simon de Lestrange, le frère de Charlotte, et se promet qu'elle l'épousera un jour. Hortense est une jeune fille rousse au teint clair, au visage ovale. Calme, soumise et pieuse, elle se révélera pourtant courageuse et déterminée lorsqu’il s’agira de sauver l’homme qu’elle aime.
- Isabeau de Marsanne : Originaire du Languedoc, aux portes de la Provence, elle a une petite sœur nommée Victoire, dont sa venue à Saint-Cyr l'impatiente. Chef de bande, elle et Hortense appréciaient leur vie austère à Saint-Cyr. Après la fuite de son amie, Isabeau reste seule et se voit suspecte d'une affaire d'empoisonnement ; mais les soupçons qui pèsent sur elle sont vite dissipés. Après avoir été gouvernante d'une petite princesse, Isabeau réalise son rêve et devient maîtresse dans une maison d'éducation destinée aux filles du peuple. Elle a des cheveux châtain, des yeux marron ; elle est pleine de bonté.
- Éléonore de Préault-Aubeterre : Originaire de Saint-Pourçain-sur-Sioule en Auvergne, elle a cinq sœurs : Catherine, Joséphine, Marie, Gilberte et Antoinette. Sa famille est très pauvre, et son père ne peut payer aucune dot pour assurer le mariage de ses filles. Éléonore a eu la chance d'être admise à la Maison d'Éducation Royale, mais ses parents n'ont pas eu assez d'argent pour faire admettre leurs autres filles. Après de nombreuses années à Saint-Cyr, elle est enfin délivrée de cette monotonie, mais contrainte d'épouser un vieux baron allemand qui acceptera volontiers, en contrepartie, de payer les dots de ses sœurs. Discrète, soumise et généreuse, elle a l’esprit de sacrifice et le sens du devoir ; mais lorsqu’elle rencontre l’amour, elle sera prête à tout pour sauver l’homme qu’elle aime.
- Henriette de Pusay : Fille d'un armateur amoureux de la mer, Henriette a grandi dans la ville de Saint-Malo. Amoureuse de son cousin, Luc-Henri, qui l'apprend à se comporter comme un garçon, elle apprend que celui-ci la quitte pour entrer au Collège Saint-Thomas, à Rennes. Sa mère, désespérée de ne pouvoir en faire une vraie demoiselle, l'envoie à la Maison d'Éducation Royale à Saint-Cyr.
- Gertrude de Crémainville : Après avoir commis une grave faute qui l'a conduite en prison, une chance s'ouvre à elle : aller peupler le Nouveau Monde. Mais des embûches sont sur son chemin...
- Anne de Castillon: Originaire du Languedoc, elle est orpheline de ses deux parents depuis ses 10 ans. À la mort de son père, elle a été accueillie chez son oncle, qui a sollicité pour elle une place dans la maison royale d'éducation de Saint-Cyr ; une fois là, elle devient très proche de Gertrude.
- Olympe de Bragard : Jeune fille très timide née en 1674, dont le passé est très douloureux. Elle ne se souvient de rien avant son entrée à Saint-Cyr. Sa passion pour le théâtre se dévoile quand elle joue Esther. Petit à petit, elle va être appelée à se détourner de son rêve, puis à s'en rapprocher de nouveau...

- Adélaïde de Pélissier: Originaire de Normandie, elle a une sœur cadette, Marie-Cécile. Son père s'est ruiné en finançant la levée d'armées du roi Louis XIV. Elle est fiancée à Gabriel Ruault de la Bonnerie, qui l'épousera à ses 20 ans, à sa sortie de Saint-Cyr, lorsqu'elle aura obtenu sa dot de la part du Roi.
- Jeanne de Montesquiou: Originaire de la Gascogne, c'est une demoiselle calme qui adore faire des sachets parfumés. Elle est orpheline depuis ses 10 ans. Elle est très proche de Louise de Maisonblanche.
- Victoire de Marsanne: Sœur cadette d'Isabeau de Marsanne, elle devient la confidente et la demoiselle d'honneur de Marie-Adélaïde de Savoie, duchesse de Bourgogne, venue parfaire son éducation à Saint-Cyr.

- Gabrielle de Mormand : Née en mai 1681 à Pézenas dans du Languedoc, ses parents se sont longtemps disputés à propos de l'identité de son véritable père. Elle a un grand frère de quatre ans son aîné, Gilles, avec qui elle s'entend très bien depuis l'enfance. Lorsqu'elle a eu 7 ans, son frère l'a quittée pour être admis à l'École des Pages, à Versailles. De son côté, Gabrielle a quitté ses parents pour la Maison de l'Éducation Royale à Saint-Cyr. Cette nouvelle vie ne l'enchante pas et l'ennuie, car elle n'a pas envie de terminer sa vie en tant que religieuse dans un couvent. Mais grâce à une amie de sa mère, la princesse des Ursins, Gabrielle quitte Saint-Cyr pour devenir la demoiselle d'honneur de Marie-Louise de Savoie, la future reine d'Espagne. Après un long voyage en galère et en carrosse, les deux jeunes filles finissent par arriver en Espagne, et Gabrielle retrouve son frère, devenu le goûteur officiel du roi d'Espagne.
- Rosalie de Forban-Gardanne: Certainement originaire de Provence, dans les Bouches-du-Rhône et arrivée à Saint-Cyr avant ses onze ans, Rosalie est citée à plusieurs reprises dans la série. Elle fait partie de la même bande que Louise de Maisonblanche, Isabeau de Marsanne, Charlotte de Lestrange, Hortense de Kermenet, Éléonore de Préault-Aubeterre, Henriette de Pusay, Gertrude de Crémainville, Olympe de Bragard, Adélaïde de Pélissier et Jeanne de Montesquiou. On apprend dans le premier tome qu'elle n'a pas pu avoir de rôle dans Esther, en raison de son âge (étant née en 1673, elle allait avoir 15 ans lors du carnaval de janvier 1689, et, en conséquence, a été jugée trop âgée pour figurer dans la pièce - à sa grande déception).
- Rosalie de Boulainvilliers: Originaire de Bretagne, elle devient la confidente de la fille de l'empereur de Chine, Lian Ying, ambassadrice de Chine en France.
- Diane de Courtemanche: Originaire de Normandie, elle se bat comme un mousquetaire et est prête à tout pour sauver son domaine des mains de son cousin René. Elle a pour répétitrice de la pièce "Athalie" Olympe de Bragard.
- Marianne de Compigny: Probablement originaire de Bourgogne, elle est citée également dans le tome 9. On sait qu'elle est pourvue d'une imagination débordante ; et qu'elle est très bavarde.

## Adaptation
Les quatre premiers titres de la série sont adaptés en bande dessinée par Roger Seiter et illustrée par Mayalen Goust.
1. Les Comédiennes de Monsieur Racine
2. Le Secret de Louise
3. Charlotte, la rebelle
4. La Promesse d'Hortense